# Richard Glazebrook
Pour les articles homonymes, voir Glazebrook.
Richard Tetley Glazebrook (né le 18 septembre 1854 à West Derby, un faubourg de Liverpool, et mort le 15 décembre 1935 à Limpsfield, dans le Surrey) est un physicien anglais qui a contribué à fixer les normes de mesure électrique internationales.

## Carrière académique
Fils d'un chirurgien, Glazebrook étudia à Dulwich College jusqu'en 1870, puis à Liverpool College (1870–1872) et Trinity College (Cambridge), où il passa sa licence de mathématiques en 1876 et dont il devint professeur en 1877. Il étudia la physique sous la direction de James Clerk Maxwell et de Lord Rayleigh au tout récent Cavendish Laboratory, et en 1880 fut nommé préparateur du laboratoire. L'année suivante il obtenait le poste de maître de conférences en mathématiques et physique. Il épousa Frances Gertrude Atkinson de Leeds en 1883 ; ils eurent un fils et trois filles. Glazebrook consacra ses recherches aux normes de mesure électrique et à l'aviation. La British Science Association cherchait alors à déterminer quelle longueur il convenait de donner à une colonne de mercure pour que sa résistance corresponde à la valeur d'un ohm : plusieurs valeurs différentes avaient été obtenues au cours des années précédentes, et ce fut Glazebrook qui trancha la question en établissant la valeur de 106,3 cm. En dépit du scepticisme qui, déjà, entourait les étalons au mercure, ce fut cet étalon qu'adopta la Convention électrotechnique de Chicago en 1893.
Glazebrook espérait prendre la succession de Rayleigh à la chaire de physique Cavendish en 1884, mais à la surprise générale (car il était le candidat proposé par Rayleigh lui-même), il fut écarté au profit de J. J. Thomson. Il obtiendra toutefois sept ans plus tard le poste de directeur-adjoint de ce prestigieux laboratoire, et deviendra pensionnaire de Trinity College en 1895.
En 1898 il est nommé recteur d'University College à Liverpool, mais au mois de juin 1899, il démissionne pour prendre les fonctions de directeur du National Physical Laboratory de Teddington. Il conservera ce poste jusqu'à sa retraite (précipitée par ses différends avec les responsables du Département de Recherche Scientifique et Industrielle) en 1919, ayant réussi entre-temps à imposer le National Physical Laboratory comme l'un des plus grands centres de recherche internationaux.

## Retraite
À sa retraite, il retourna à Cambridge pour y diriger la rédaction du Dictionary of Applied Physics. De 1920 à 1923 il détient la chaire de « Zaharoff Professor of Aviation » et dirige le Département d’Aéronautique d'Imperial College. Il est membre à vie du conseil du National Physical Laboratory et en préside la commission exécutive de 1925 à 1932.

## Distinctions et prix
En 1882, à peine âgé de 28 ans, il avait été élu à la Royal Society. Il présida cette académie en 1919–1920 puis en 1924–1928, et en fut le Secrétaire aux relations internationales de 1926 à 1929. Il a reçu la médaille Hughes (1909) et la médaille royale (1931). La Royal Society of Arts lui décerne la médaille Albert en 1918. Il reçoit la médaile d'or de la Royal Aeronautical Society en 1933. Il a présidé la Physical Society (1903-1905), qui deviendra par la suite l'Institute of Physics, ainsi que l'Institution of Electrical Engineers en 1906.
Glazebrook a été élevé au rang de Compagnon de l’Ordre du Bain (CB, 1910), a été anobli en 1917, et fait chevalier de l’Ordre du Bain pour la promotion du Nouvel an 1920 et commandeur de l'Ordre royal de Victoria en 1934.

## Œuvres
- A dictionary of applied physics (5 vol.) édité par Richard Glazebrook I. Mechanics, engineering, heat; II. Electricity; III. Meteorology, metrology; IV. Light, sound, radiology, aeronautics, metallurgy. General Index (London : Macmillan, 1922–1923)
- Mechanics Dynamics (Cambridge University Press, 1911)
- Mechanics Hydrostatics (Cambridge University Press, 1916)
- Physical optics (London, New York: Longmans, Green, 1886)
- Laws and properties of matter (London, K. Paul, Trench, Trübner & co., ltd., 1893)
- Heat: an elementary text-book, theoretical and practical, for colleges and schools (Cambridge University Press, 1894)
- Light, an elementary text-book, theoretical and practical (Cambridge University Press, 1912)
- Electricity and magnetism. An elementary text-book, theoretical and practical (Cambridge University Press, 1903)
- Practical physics (London, Longmans, 1889)
- James Clerk Maxwell and modern physics (New York: Macmillan, 1896)
- Science And Industry	The Rede Lecture 1917 (Cambridge University Press)